# Dougie Poynter
Dougie Lee Poynter (Essex, 30 de novembro de 1987), é baixista da banda britânica McFLY, ao lado de Danny Jones, Tom Fletcher e Harry Judd. Ele é o membro mais novo da banda, tendo quinze anos quando ingressou.

## Biografia
Dougie nasceu no Hospital Orsett em 30 de novembro de 1987, mas viveu a maior parte de sua infância em Corringham, Essex, onde viveu com sua mãe Samantha e sua irmã mais nova, Jazzie, até sua entrada na banda.
Atualmente dedica-se a vida de modelo e ator, mas permanece no McFly.

### McFLY
Ele foi escolhido para entrar no McFly aos 15 anos, após audições feitas por Tom Fletcher e Danny Jones, ao lado de Harry Judd, que entrou como baterista. Ele toca baixo, violão, guitarra e faz o vocal de apoio no McFLY, ocasionalmente fazendo solos vocais e instrumentais. Ele também escreveu o single "Transylvania", com Tom Fletcher, entre outras canções, como "Silence is a Scary Sound" e "Ignorance".

### Baixos
Dougie usa, em sua maioria baixos Ernie Ball Musicman. Atualmente ele tem usado mais Sterling, mas também usou muitos StingRay. Ele possui três baixos com luzes no braço, sendo um azul, um verde e um de uma cor indefinida, aceita como rosa ou fúcsia. Poynter recentemente comprou um baixo e pagou para Drew Brophy desenhar nesse baixo. Esse baixo foi usado, até agora, apenas uma vez.

### Televisão e cinema
Em Janeiro de 2005, ele e os outros membros da banda participaram de um episódio da série britânica Casualty. Em 2007 fizeram uma participação especial no episódio "The Sound of Drums" da série Doctor Who. Eles também apareceram no Ghost Hunting With. Em 2006 estiveram na comédia Just My Luck, protagonizada por Lindsay Lohan e Chris Pine, onde interpretam o papel deles mesmos.
Participaram de vários eventos musicais, incluindo o T4 on the Beach e no primeiro Nickelodeon Kids Choice Awards anual do Reino Unido.
Em 5 de outubro de 2008 e em 31 de maio de 2009, participaram do Domingão do Faustão, um programa de auditório brasileiro, tiveram uma entrevista com Sabrina Sato do Pânico na TV, um programa humorístico e gravaram no programa Casseta & Planeta, urgente!.
Em 2011 ganhou o reality show britânico I'm a celebrity...Get me out of here!

### Linha de roupas
Dougie possuía duas linhas de roupas, a Zukie Clothing, que é formada por ele, dois amigos e a Saint Kidd. Ambas já não estão mais em funcionamento.

## Vida pessoal
Poynter engatou um namoro com Louise Sizer em 2007, mas acabaram rompendo o relacionamento em 2008. Logo após namorou Frankie Sandford, do grupo The Saturdays, mas o namoro terminou em 2010.
Ainda em 2010, Dougie passou um tempo numa clínica de reabilitação devido a problemas com álcool e drogas, o que o levou a uma tentativa de suicídio.
Em 2011, começou a namorar Lara Carew-Jones mas o namoro terminou em 2013. Em dezembro de 2013 confirmou seu namoro com a cantora britânica Ellie Goulding, mas terminaram no início de 2016